# Charterový let

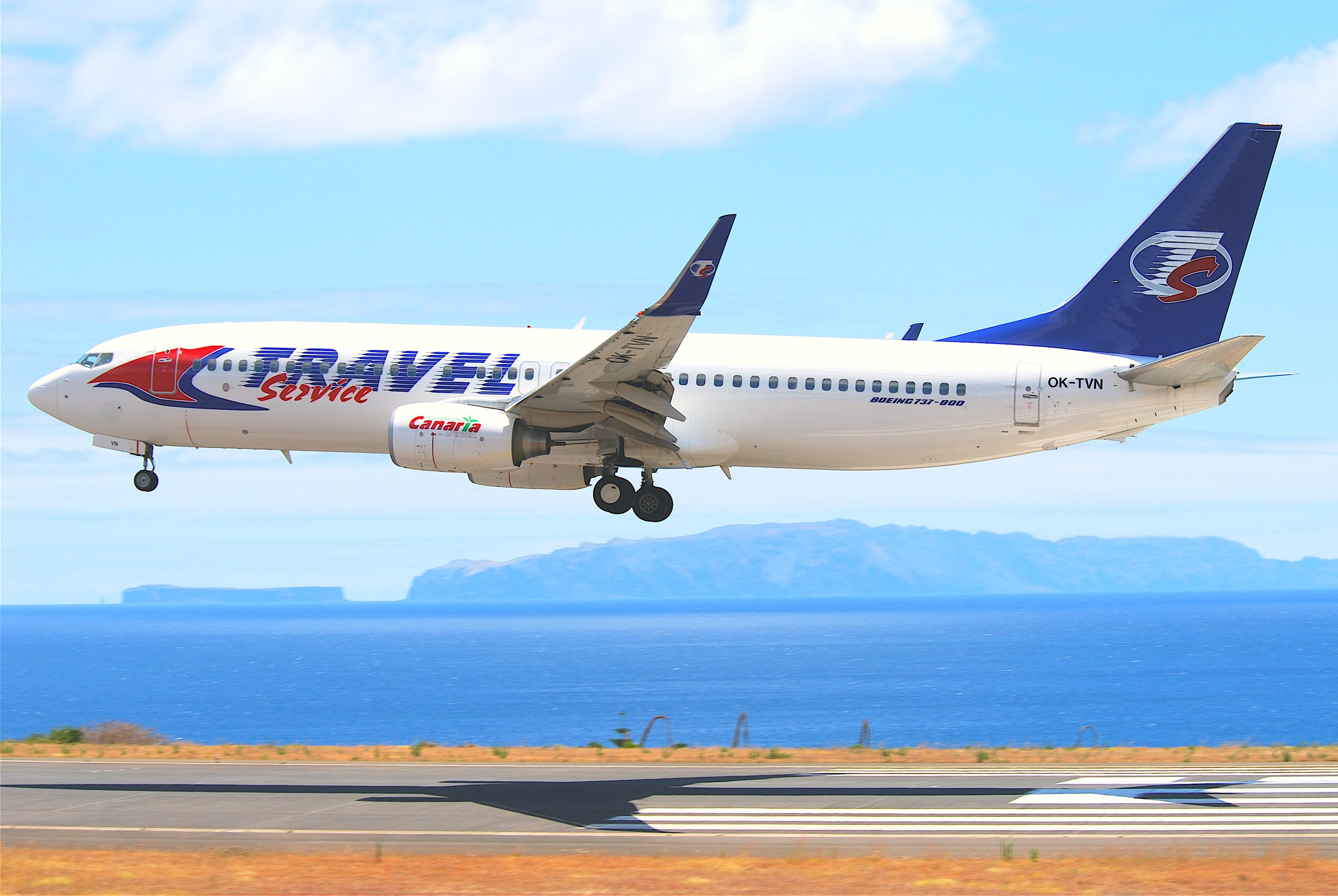
Boeing 737-800 českého charterového dopravce Travel Service přistávající v dovolenkové destinaci na Letišti Madeira

Charterový let (z anglického charter – pronajmout si) je nepravidelný letecký spoj, který se objednává pro velké skupiny cestujících, jeho opakem je pravidelný let. Typickým příkladem charteru je pronájem kapacity letadla cestovní kanceláři, která jej realizuje pro své klienty. Stává se, že v charterovém letu zůstane volný určitý počet letenek, které následně cestovní kancelář dá do volného prodeje.
Neznamená to ovšem, že letenky jsou v porovnání s cenami pravidelných linkových letů levnější. Cestovní kancelář nebo jiný objednatel letu platí pronajímateli smluvní cenu, ve které jsou zohledněny veškeré náklady.
Pravidelné lety bývají oproti těm charterovým v případě potřeby na letištích upřednostňovány.

## Rozdělení
V praxi se rozlišují dva základní typy charterových letů:
- ad-hoc charterové lety jsou jednorázové (zpětný) lety nepřístupné pro veřejnost, objednané pro určitý účel. Využívají se například na přepravu sportovních reprezentací či fanoušků,[2] vojenské pomoci, delegací společností (v tom případě může jít o přepravu business jetem).
- pravidelné charterové lety jsou charterové lety provozované na charterové bázi. Na rozdíl od pravidelných letů mají ale jen sezónní (letní či zimní) nebo jinak omezené trvání. Využívají je především charterové letecké společnosti spolu s cestovními kancelářemi při dovolenkových sezónách, případně ozbrojené síly při přepravě personálu na pravidelné bázi (např. při odsunu vojáků).

Mezi charterové lety můžeme zařazovat i tzv. aerotaxi (letecké taxi), což je letadlo či služba poskytovaná leteckými společnostmi pro komerční leteckou individuální přepravu lidí a nákladu, k ní se často používají tzv. business jety.

## Charterové letecké společnosti
Největší charterová letecká společnost v roce 2016 byla irsko-britská Thomson Airways, další jsou například turecká Corendon Airlines.
Seznam charterových leteckých společností následujících zemí v roce 2017:

### Česko
- Smartwings
- Silver Air
- Van Air Europe

### Slovensko
- Travel Service Slovakia
- Go2sky
- AirExplore